# Окаёмовский сельсовет
Окаёмовский сельсовет — упразднённая административно-территориальная единица, существовавшая на территории Московской губернии и Московской области до 1939 года.
Окаёмовский сельсовет был образован в первые годы советской власти. По данным 1922 года он входил в состав Константиновской волости Сергиевского уезда Московской губернии.
По данным 1926 года в состав сельсовета входили деревни Окаёмово, Неверово и Устиново, а также 1 погост.
В 1929 году Окаёмовский с/с был отнесён к Константиновскому району Кимрского округа Московской области.
17 июля 1939 года Окаёмовский с/с был упразднён. При этом все его населённые пункты (Окаёмово, Неверово, Устиново и Покровский погост) были переданы в Самотовинский сельсовет.